# Aspidodiadematoida
Aspidodiadematoida é uma ordem de ouriços-do-mar de morfologia regular que inclui apenas a família Aspidodiadematidae..

## Descrição
Os membros da ordem Aspidodiadematoida são ouriços-do-mar regulares, com testa (esqueleto) de forma globosa, com uma boca (o peristoma) comparativamente grande situada no centro da face oral do corpo (face inferior) e o ânus (o periprocto) na posição oposta na parte apical da testa, rodeado pelos orifícios genitais e o madreporito.
A placas interambulacrárias apresentam um tubérculo primário único, perfurado e crenulado. Os radíolos são ocos.
O registo fóssil desta ordem é conhecido desde o Jurássico e conta ainda com algumas espécies extantes.

## Lista de famílias
A base de dados taxonómicos WRMS, consultada a 17 de Setembro de 2013, apresenta a ordem Aspidodiadematoida como um taxon monotípico contendo apenas uma família, a família Aspidodiadematidae, com os seguintes géneros: 
- Família Aspidodiadematidae (Duncan, 1889)
  - Género Aspidodiadema A. Agassiz, 1878
  - Género Culozoma Vadet & Slowik, 2001 †
  - Género Gymnotiara Pomel, 1883 †
  - Género Plesiodiadema Pomel, 1883